# Philipp Clüver
Philipp Clüver (ook geschreven als Klüwer, Cluwer of Cluvier, en verlatijnst tot Philippus Cluverius; Danzig, 1580 – Leiden, 31 december 1622) was een geograaf en historicus uit de vroegmoderne tijd.

## Levensloop
Clüver werd geboren in Danzig (Gdańsk) in Pruisen, dat toentertijd een provincie was van het Koninkrijk Polen. Na een tijd verbleven te hebben aan het hof van Sigismund III van Polen, ging hij aan de Leidse Universiteit aanvankelijk rechten studeren, maar richtte zijn aandacht al spoedig op de vakken Geschiedenis en Geografie, die toen in Leiden onderwezen werden door Joseph Scaliger.
Clüver was in de natuurwetenschappen onderwezen door zijn vader, die in Danzig muntmeester was. Toen deze echter erachter kwam, dat Clüvers belangstelling een andere kant opging weigerde hij de studiekosten van zijn zoon verder te betalen. Daarop vertrok Clüver uit Leiden en kwam via Hongarije terecht in Bohemen, waar hij een aantal jaren in militaire dienst was. Tijdens zijn verblijf in Bohemen vertaalde hij een verweerschrift van baron Popel Lobkowitz, die door de Habsburgse autoriteiten gevangen was gezet, in het Latijn. Na zijn terugkomst in Leiden kwam hem dat op sancties te staan van de kant van het Heilige Roomse Rijk, welke sancties hij echter door toedoen van zijn vrienden in Leiden ongedaan wist te maken.
Clüver bereisde ook Engeland, Schotland en Frankrijk, dit alles te voet. Uiteindelijk keerde hij terug naar Leiden, waar hij sinds 1616 een vaste toelage kreeg van de universiteit. Hij stierf in diezelfde plaats.

## Werk
Clüver was kenner van de oude literatuur, en kreeg in Leiden een bijzondere aanstelling als geograaf en als verantwoordelijke voor de universiteitsbibliotheek. Zijn levenswerk zou echter liggen, zo bleek steeds meer, in het beschrijven van de geografie ten tijde van de klassieke oudheid. Hij baseerde zich daarbij niet enkel op literaire bronnen uit de Oudheid, maar ook op de aantekeningen die hij maakte tijdens zijn reizen en werkbezoeken. Hierin ligt zijn eigen specifieke bijdrage, een bijdrage die hem feitelijk maakte tot de grondlegger van de historische geografie.   
Clüvers eerste werk werd in 1611 gepubliceerd en ging over het gebied van de Nederrijn en de stammen die dit gebied bewoonden ten tijde van de Romeinen. Dit boek, Commentarius de tribus Rheni alveis, et ostiis; item. De Quinque populis quondam accolis; scilicet de Toxandris, Batavis, Caninefatibus, Frisiis, ac Marsacis), raakte in de Republiek der Zeven Provinciën een gevoelige snaar, omdat ten tijde van het Twaalfjarig Bestand het een bron was waaruit nationale trots kon worden geput. Begin 18e eeuw verschenen kort na elkaar twee Nederlandse vertalingen onder de titel Batavische out-heeden, met de verhandeling over de drie uytloopen van den Rhyn (1709 en 1719). Nog in 1843 diende Clüvers werk als een gezaghebbende bron over onder meer de exacte locatie van een 'heilig bos' bij Katwijk.
Clüvers volgende werk, Germaniae antiquae libri tres (Leiden, 1616), leunt sterk op Tacitus en andere Latijnse schrijvers. Weer een ander boek, over de overblijfselen van de klassieke oudheid op Sicilië, met aantekeningen ook over Sardinië en Corsica, zag het licht in 1619 bij uitgever Lodewijk Elsevier en is een nuttig overzichtswerk. Zijn Introductio in universam geographiam, dat in totaal 6 delen omvat en in 1624 postuum werd uitgebracht, is het eerste omvattende geografische werk genoemd en werd een standaard handboek voor geografen. 
Clüver publiceerde ook veel over wiskundige en theologische onderwerpen. Hij staat bij verzamelaars van historische kaarten en bij kaarthistorici bekend om zijn uitgave van de Geographia van Ptolemeus. Dit werk was een voortzetting van de uitgave door Mercator uit 1578. Ook verwierf Clüver faam voor de miniatuuratlassen die in de loop van de hele 17e eeuw werden herdrukt. Veel van zijn kaarten werden voor hem gegraveerd door Petrus Bertius.